# فرناندو فیگروئا (بازیکن فوتبال)
فرناندو فیگروئا (اسپانیایی: Fernando Figueroa‎؛ ۲ ژوئیه ۱۹۲۵ – ۲۲ فوریهٔ ۲۰۱۱) بازیکن فوتبال اهل مکزیک بود.
وی همچنین در تیم ملی فوتبال مکزیک بازی کرده‌است.